# Café Myszka
Café Myszka (ang. House of Mouse, 2001–2003) – amerykański serial animowany – opowiadania o przygodach, jakie mogą przytrafić się w klubie. W każdym odcinku można zobaczyć kilka klasycznych kreskówek Walta Disneya.
W Polsce ten serial jest dostępny od 3 grudnia 2006 roku na kanale Disney Channel. Jest też spin-offem serialu Produkcje Myszki Miki.

## Postacie główne
- Myszka Miki – gospodarz programu, współwłaściciel „Café Myszka” i najważniejsza postać. Czasami śpiewa, zapowiada program.
- Kaczor Donald – współwłaściciel „Café Myszka”. Najczęściej stoi w holu i wita gości, lub chodzi i złości się na innych.
- Goofy – pomocnik Mikiego. Sprząta, lub podaje jedzenie gościom.
- Myszka Minnie – jest organizatorką w „Café Myszka”. Ustawia program spotkania. Czasem pomaga Mikiemu.
- Kaczka Daisy – jest recepcjonistką, ale zdarza jej się śpiewać, lub pomagać Donaldowi.
- Klarabella – czyta plotkarskie opowieści, śpiewa, a czasem zapowiada kreskówki.
- Horacy – włącza kreskówki.
- Pluto – pies Mikiego.
- Kot Figaro – kot Minnie.
- Max – 25-letni syn Goofy’ego. Parkuje samochody.
- Hyzio, Dyzio i Zyzio – siostrzeńcy Donalda. Grają na instrumentach.
- Pete – szef „Café Myszka”. Występuje w niektórych odcinkach. Robi wszystko, by przerwać program.
- Gęgul Gęg – kucharz, leniwy kuzyn Donalda.
- Pingwiny – kelnerzy.
- Miotły – sprzątaczki.
- Mikro – Mikrofon, czasem zapowiada kreskówki.
- Magiczne Zwierciadło – stoi w holu i wita gości. Często doradza bohaterom i rozmawia się z macochą królewny Śnieżki.

## Postacie epizodyczne
W serialu można zobaczyć wiele klasycznych postaci z kreskówek i filmów Disneya takich jak:
- Klasyka Disneya
  - Gladiusz Kwaczyński
  - Mortimer
  - Mama żółw
  - Żółw Shelby
  - Czarno-Białe Postaci z Czarno-Białowów
  - miś Humphrey i inne niedźwiedzie z Brownstone
  - strażnik Brownstone
  - Wilk Bardzozły
  - Kwarella Dziobak
  - Trzy Świnki
- Królewna Śnieżka i siedmiu krasnoludków
  - Królewna Śnieżka
  - Książę
  - Siedmiu krasnoludków
  - Zła królowa / Wiedźma
  - Magiczne Zwierciadło
- Pinokio
  - Pinokio
  - Gepetto
  - Hipolit Świerszcz
  - Błękitna Wróżka
  - Figaro
  - Cleo
  - Lis
  - Kot
  - Stromboli
  - Woźnica
  - Knotek
  - wieloryb
- Fantazja
  - Chernabog
  - czarnoksiężnik
  - hipopotamy
  - aligatory
  - centaury
  - amorki
  - Bacchus
- O smoku, który nie chciał walczyć
  - smok
  - sir Giles
  - chłopiec
- Dumbo
  - Dumbo
  - mysz Tymoteusz
  - wrony
  - słonice
  - różowe słonie
- Bambi
  - Bambi
  - Tuptuś
  - Kwiatek
  - Ronno
- Saludos Amigos
  - José Carioca
  - Pedro Samolot
- Trzej Caballeros
  - Panchito Pistoles
  - ptak Aracuan
- Przygody Ichaboda i pana Ropucha
  - pan Ropuch
  - łasice
  - Ichabod Crane
  - bezgłowy jeździec
  - Katrina Van Tassel
  - Tilda
- Kopciuszek
  - Kopciuszek
  - Królewicz
  - Jacek
  - Kajtek
  - Wróżka-matka chrzestna
  - Macocha
  - Gryzelda
  - Anastazja
  - Lucyfer
  - Król
  - Stary Książę
- Alicja w Krainie Czarów
  - Alicja
  - Biały Królik
  - Szalony Kapelusznik
  - Marcowy Zając
  - klamka do drzwi
  - Tweedle-Dee i Tweedle-Dum
  - Pan Gąsienica
  - kot z Chesire
  - Pan Mors
  - Cieśla
  - Karty
  - Królowa Kier
  - Król Kier
- Piotruś Pan
  - Piotruś Pan
  - Wendy Darling
  - Janek Darling
  - Michaś Darling
  - Kapitan Hak
  - Swądek
  - krokodyl
  - Dzwoneczek
  - Zagubieni chłopcy
- Zakochany kundel
  - Tramp
  - Lady
  - Kilt
  - ciocia Sarah
  - koty syjamskie
- Śpiąca królewna
  - Aurora
  - Dobre wróżki
  - Książę Filip
  - Zła wróżka
  - Kruk złej wróżki
  - król Hubert
- 101 dalmatyńczyków
  - Pongo
  - Czika
  - Małe
  - Cruella de Mon
- Miecz w kamieniu
  - Artur
  - Merlin
  - Wiedźma Mim
  - Archimedes
  - sir Kay
- Aryskotraci
  - Thomas O’Malley
  - Duchess
  - Berlios
  - Tulues
  - Marie
- Robin Hood
  - Robin Hood
  - Lady Marion
  - książę Jan
  - szeryf z Nottingham
  - sir Syk
  - krokodyl
  - Allan-a-Dale
  - mały John
  - brat Tuck
- Kubuś Puchatek
  - Puchatek
  - Prosiaczek
  - Tygrys
  - Królik
  - Kangurzyca
  - Maleństwo
  - Kłapouchy
  - Gofer
  - Sowa
  - Krzyś
- Bernard i Bianka
  - Bernard
  - Bianka
- Mała Syrenka
  - Ariel
  - Erik
  - Tryton
  - Sebastian
  - Urszula
  - Blagier
- Piękna i Bestia
  - Bella
  - Bestia / Książę Adam
  - Pani Imbryk
  - Trybik
  - Płomyk
  - Gaston
- Aladyn
  - Aladyn
  - Dżin
  - Jasmina
  - Dżafar
  - Abu
  - Iago
  - dywan
  - sułtan
- Król lew
  - Simba
  - Nala
  - Timon i Pumba
  - Skaza
  - hieny
  - Zazu
- Herkules
  - Herkules
  - Meg
  - Ból
  - Panik
  - Zeus
  - Hades
  - Fil
  - Pegaz
- Pocahontas
  - Pocahontas
  - Ratcliffe
  - John Smith
- Dzwonnik z Notre Dame
  - Quasimodo
  - Esmeralda
  - Victor, Hugo i Laverne
  - Frollo
- Nowe szaty króla
  - Kuzco (jako lama)
  - Pacha
  - Yzma
- Wielki mysi detektyw
  - Bazyl
  - Ratigan
- Goofy na wakacjach
  - Roxanne

## Postacie wymyślone na potrzeby serialu
- Micro – zapowiada sponsorów i reklamy.

## Wersja polska
Opracowanie i udźwiękowienie wersji polskiej: na zlecenie Disney Character Voices International – Studio Sonica

Reżyseria: Jerzy Dominik

Dialogi polskie:
- Barbara Robaczewska (odc. 1-5, 11-52),
- Maria Utecht (odc. 6-10)

Teksty piosenek: Marek Robaczewski

Dźwięk i montaż:
- Jacek Osławski,
- Zdzisław Zieliński

Organizacja produkcji: Elżbieta Kręciejewska
Wystąpili:
- Jacek Bończyk – Myszka Miki (odc. 1-7, 9-10, 14, 18)
- Kacper Kuszewski – Myszka Miki (odc. 8, 11-13, 15-17, 19-52)
- Jarosław Boberek –
  - Kaczor Donald,
  - Hyzio,
  - Dyzio,
  - Zyzio,
  - Mikro Mikrofon,
  - Lama,
  - Właściciel sklepu z odzieżą,
  - Łasica,
  - Dżoker (odc. 1),
  - Ból (odc. 2, 8, 14, 41-42),
  - Marcowy Zając (odc. 34),
  - Hugo (odc. 39),
  - Pan Gąsienica (odc. 39)
- Elżbieta Jędrzejewska –
  - Daisy,
  - Ariel (odc. 1),
  - Bryczek (odc. 4),
  - trzy dziewczyny (odc. 4)
- Dominika Ostałowska –
  - Myszka Minnie,
  - Królewna Śnieżka (odc. 1),
  - Miotełka (odc. 9),
  - Roxanne (odc. 23)
- Włodzimierz Bednarski –
  - Pete,
  - Butch (odc. 21, 23)
- Andrzej Mastalerz –
  - Horacy,
  - Tymoteusz II (Timothy Q. Mouse) (odc. 1, 39),
  - Małpa cenzor #2 (odc. 3, 4),
  - sędzia (odc. 17),
  - narrator (odc. 26),
  - dorosły Shelby (odc. 29)
- Krzysztof Tyniec –
  - Goofy,
  - Timon (odc. 1, 4-5, 9, 11, 14-16, 22, 25),
- Marcin Kudełka –
  - Narrator kreskówek o Goofym,
  - Simba (odc. 1, 5),
  - spiker (odc. 11),
  - nadęty narrator (odc. 30),
  - głos komputera (odc. 40c)
- Andrzej Blumenfeld –
  - Dwójka Trefl (odc. 1),
  - Szef sklepu muzycznego (odc. 2a),
  - zmieniony głos Mikiego (odc. 2),
  - Humphrey (odc. 4, 24, 36, 46),
  - Narrator (odc. 4),
  - spiker radiowy (odc. 20a),
  - głos z reklamy radiowej (odc. 25),
  - Kapitan Hak (odc. 33, 39, 48),
  - głos (odc. 48),
  - kolonista (odc. 51a),
  - narrator (odc. 52)
- Emilian Kamiński –
  - Pumba (odc. 4-5, 11, 14-16, 19, 22, 38, 40),
  - Sebastian (odc. 24)
- Ryszard Nawrocki –
  - Profesor Ludwig von Drake,
  - Jago (odc. 6, 12, 21, 39, 48),
  - Trybik (odc. 28),
  - Blagier (odc. 39)
- Wiesław Michnikowski – Merlin (odc. 7, 21)
- Jacek Kawalec –
  - Mortimer,
  - Robin Hood,
  - Sprzedawca sera,
  - Łasica agent (odc. 4),
  - Gąsior Gus (Gęgul Gęg) (odc. 10, 21, 36),
  - Stan (odc. 15),
  - Aracua (odc. 28),
  - sprzedawca (odc. 32),
  - kreska 1 (odc. 34),
  - fotograf (odc. 37),
  - sęp Florek (odc. 39),
  - wieniec (odc. 47)
- Janusz Bukowski –
  - Klamka do drzwi,
  - Szalony Kapelusznik (odc. 1-2, 34, 38, 40, 43),
  - Komisarz O’Hara (odc. 7c, 12, 24, 32a, 41),
  - Taksówka Benny (odc. 20),
  - głos (odc. 21),
  - wideo (odc. 34),
  - Święty Mikołaj (odc. 47),
  - Klapsiarz
- Tomasz Marzecki –
  - Mr. T,
  - Magnetowid,
  - Kelner byk,
  - Kat z Pokręconego Miasta,
  - mikser dźwięku (odc. 2),
  - Bateria (odc. 2),
  - Małpa cenzor zakrywająca uszy (odc. 3, 4),
  - Tweedle Dum (odc. 4, 17),
  - strażnik (odc. 7c),
  - Lew Willy (odc. 13),
  - zegar (odc. 21),
  - Roy E. Disney (odc. 24),
  - Chernabog (odc. 25),
  - Clem (odc. 26),
  - spiker na wystawie (odc. 31),
  - Książę Jan (odc. 32),
  - bandzior (odc. 32),
  - łowca (odc. 37),
  - zwierciadło (odc. 38)
- Piotr Pręgowski – Panik (odc. 2, 8)
- Jacek Jarosz –
  - Hipolit Świerszcz (odc. 1, 5, 8),
  - Biały królik (odc. 19, 25, 33),
  - Gepetto (odc. 33),
  - Strażnik Brownstone (odc. 46)
- Jonasz Tołopiło –
  - Pinokio (odc. 8),
  - Syn Hadesa z reklamy pasty do zębów,
  - Wilk Niebardzozły (odc. 42a)
- Jacek Czyż – Płomyk (odc. 1, 4, 9, 24)
- Mieczysław Morański –
  - Sęp,
  - Łasica,
  - Pan Ropuch (odc. 3, 20, 27),
  - Tweedle Dee (odc. 4, 17),
  - prawnik (odc. 11a),
  - Diabeł Pluto (odc. 13b, 49a),
  - Joe – Bob (odc. 26),
  - Zabawkarz (odc. 42c)
- Anna Apostolakis –
  - Clarabella,
  - Królowa Kier,
  - Lydia Pearson (odc. 1),
  - mały Goofy (odc. 17),
  - Meg (odc. 19),
  - Dinah (odc. 21),
  - kobieta (odc. 22),
  - jedna z postaci „Mody na luksus” (odc. 25b),
  - pelikanica (odc. 27a),
  - Zła Królowa (odc. 41-42),
  - Clothos (odc. 41),
  - droidki
- Paweł Szczesny –
  - Anioł Pluta (odc. 13b, 49a),
  - Hades (odc. 14-15, 22, 41-42, 45, 50),
  - właściciel parku (odc. 16a),
  - kurzy ksiądz (odc. 25b)
- Mirosława Krajewska –
  - Zła Królowa (odc. 13),
  - Dobra wróżka (odc. 36)
- Edyta Jurecka – Królewna Śnieżka (odc. 13)
- Wojciech Dmochowski –
  - Roger (odc. 13),
  - Wilk Bardzozły (odc. 3, 42a)
- Jakub Szydłowski –
  - jeden z duchów (odc. 14)
  - Gaston (odc. 15, 25)
- Adam Bauman –
  - Kosmiczny komputer,
  - Jafar (odc. 1, 21, 28, 32),
  - sprzedawca (odc. 15),
  - Kleks (odc. 29a, 32a),
  - Spiker radiowy (odc. 49)
- Wojciech Paszkowski –
  - król Larry,
  - José Carioca (odc. 4, 16, 36),
  - Chór (odc. 26),
  - Timon (odc. 27, 36, 38, 40, 46),
  - Pongo (odc. 32, 34),
  - reżyser (odc. 32),
  - Mushu (odc. 5, 33, 38, 40-41, 44, 51),
  - łysy sęp (odc. 39),
  - Wrona Jim (odc. 39),
  - głośnik (odc. 40),
  - narrator (odc. 45)
- Jarosław Domin –
  - Panchito Pistoles (odc. 4, 16),
  - Papuga (odc. 26),
  - Panik (odc. 41-42)
- Katarzyna Tatarak –
  - Mulan (odc. 17),
  - Aurora (odc. 33),
  - Kopciuszek (odc. 33, 51)
  - Alicja (odc. 43)
  - Królewna Śnieżka (odc. 48)
- Jerzy Dominik – 
  - Pluto,
  - głos samouczka zostania szpiegiem (odc. 25a),
  - Spiker (odc. 31),
  - sęp z szarą fryzurą (odc. 39),
  - głos ze sceny (odc. 44),
  - Sprzedawca (odc. 40),
  - Indyk (odc. 51)
- Stefan Każuro – Bestia (odc. 19, 35)
- Beata Jankowska-Tzimas – Ariel (odc. 19)
- Witold Wysota – Max
- Ewa Wawrzoń –
  - Cruella de Mon (odc. 20, 27, 32),
  - Urszula (odc. 28),
  - Dobra Wróżka (odc. 31),
  - Flora (odc. 46),
- Krzysztof Gosztyła – Magiczne Zwierciadło (odc. 1, 21, 24-25)
- Joanna Wizmur –
  - Pani żółwiowa (odc. 21c, 29b, 43a, 45a),
  - jedna z postaci „Mody na luksus” (odc. 25b),
  - Atropos (odc. 25),
  - mama Von Drake’a (odc. 26b),
  - Świnka Skrzypek (odc. 42a)
- Cezary Kwieciński –
  - Żółw Shelby (odc. 21, 29, 43, 45),
  - Kaczor Dennis (odc. 34),
  - Świnka Flecista (odc. 42a)
- Adam Krylik – Chór (odc. 26, 29)
- Krzysztof Pietrzak –
  - Chór (odc. 26, 29),
  - Waleń Willie (odc. 48)
- Eugeniusz Robaczewski – Sknerus McKwacz (odc. 27a, 38)
- Mariusz Leszczyński –
  - Shere Khan,
  - Zeus (odc. 2, 33),
  - Struś (odc. 27a),
  - Benek (odc. 28),
- Andrzej Gawroński –
  - Gburek (odc. 2, 13, 32),
  - Wesołek (odc. 27),
  - Maurycy (odc. 33),
  - Straszny kozioł (odc. 34)
  - admirał (odc. 36)
- Agnieszka Piotrowska –
  - jedna z trzech dziewczyn (odc. 3),
  - Muzy (odc. 29)
- Eleonora Niemen – Muzy (odc. 29)
- Karina Szafrańska – Duchessa (odc. 31)
- Olga Bończyk – Jasmine (odc. 31)
- Jacek Sołtysiak – Aladyn (odc. 32)
- Krystyna Kozanecka – Perdita (Czika) (odc. 32)
- Jolanta Wilk – Bella (odc. 35)
- Krzysztof Kołbasiuk – Louie (odc. 36)
- Andrzej Tomecki – Oberon (odc. 38a)
- Witold Pyrkosz –
  - Filoktetes (odc. 39),
  - Król
- Piotr Deszkiewicz – Piotruś Pan (odc. 39)
- Jacek Wolszczak – Zagubieni chłopcy (odc. 39)
- Joanna Krejzler – Zagubieni chłopcy (odc. 39)
- Monika Wierzbicka –
  - Zgubieni chłopcy (odc. 39),
  - Klarysa (odc. 44c)
- Tomasz Steciuk –
  - Zagubieni chłopcy (odc. 39)
  - Maski (odc. 45)
  - Prosiaczek (odc. 51)
- Mirosław Wieprzewski –
  - Prosiaczek (odc. 2),
  - Reflektor (odc. 2),
  - Strażnik Brownstone (odc. 4),
  - Praktyczna świnka (odc. 42a, 51)
- Zdzisław Wardejn – Szeryf Nottingham (odc. 42)
- Ewa Kania –
  - Chip,
  - Fauna (odc. 46),
- Piotr Dobrowolski – Dale
- Zbigniew Suszyński – Foczka Solek (odc. 50a)
- Jan Prochyra – Kłapouchy (odc. 2, 51)
- Ryszard Olesiński – Gofer (odc. 21)
- Jacek Bursztynowicz – Zeke, kuzyn Pete’a (odc. 2b)
- Dariusz Błażejewski – Mistrz (odc. 5a)
- Andrzej Butruk – narrator (odc. 7a)

i inni
Piosenkę czołówkową śpiewał: Wojciech Dmochowski

## Spis odcinków
| Nr odc.           | Polski tytuł | Angielski tytuł                                                                                                  |
| ----------------- | --- | --- |
|                   | | |
| SERIA PIERWSZA    | | |
|                   | | |
| 01                | ––– brak tytułu ––– Pluto, przynieś gazetę / Wybuchowy Donald / Szósta godzina, Miki wstaje                          | The Stolen Cartoons Pluto Gets the Paper: Wet Cement / Donald’s Dynamite: Magic Act / Hickory Dickory Mickey     |
|                   | | |
| 02                | ––– brak tytułu ––– W muzycznym sklepie / Mały domek na uboczu                                                       | Unplugged Club Music Store Donald / Mickey’s Cabin                                                               |
|                   | | |
| 03                | ––– brak tytułu ––– Przesądna randka / Pluto, przynieś gazetę / Bądź obłędny, luźny i spoko                          | Big Bad Wolf Daddy Donald’s Charmed Date / Pluto Gets the Paper: Mortimer / How to Be Groovy, Cool, and Fly      |
|                   | | |
| 04                | ––– brak tytułu ––– Duża ryba / Jak być mądrym                                                                       | The Three Caballeros Donald’s Fish Fry / How to Be Smart                                                         |
|                   | | |
| 05                | ––– brak tytułu ––– Magiczne rękawiczki / Miki rusza na ratunek / Osiemnasty dołek                                   | Timon & Pumbaa Pluto’s Magic Paws / Mickey to the Rescue: Cage and Cannons / Golf Nut Donald                     |
|                   | | |
| 06                | ––– brak tytułu ––– Załoga Pita / Sporty ekstremalne Goofiego / Goofy Świat Kaczora Donalda                          | Gone Goofy Pit Crew / Goofy’s Extreme Sports: Shark Feeding / Donald’s Goofy World                               |
|                   | | |
| 07                | ––– brak tytułu ––– Góra Mikiego / Maestro Minnie / Miki w mamrze                                                    | Rent Day Mickey’s Mountain / Maestro Minnie: Circus Symphony / Big House Mickey                                  |
|                   | | |
| 08                | ––– brak tytułu ––– Pomyłka Mikiego / Wycieczka Daisy                                                                | Jiminy Cricket Mickey’s Mistake / Daisy's Road Trip                                                              |
|                   | | |
| 09                | ––– brak tytułu ––– Walentynkowy dolar Donalda / Miki rusza na ratunek: Schody / Pluto pudłuje                       | Goofy’s Valentine Date Donald’s Valentine Dollar / Mickey to the Rescue: Staircase / Pluto’s Arrow Error         |
|                   | | |
| 10                | ––– brak tytułu ––– Szkoła przetrwania skautów / Radio Goofy’ego                                                     | Donald’s Lamp Trade Survival of the Woodchucks / Goofy’s Radio                                                   |
|                   | | |
| 11                | ––– brak tytułu ––– Prima Aprilis / Romantyczna wycieczka                                                            | Donald’s Pumbaa Prank Mickey’s April Fools / Whitewater Donald                                                   |
|                   | | |
| 12                | ––– brak tytułu ––– Wizyta u Daisy / Nowe zdjęcie                                                                    | Thanks to Minnie Minnie Visits Daisy / Mickey’s Big Break                                                        |
|                   | | |
| 13                | ––– brak tytułu ––– Koteczek Goofy’ego / Goofy i kociaki                                                             | Pluto Saves the Day Goofy’s Big Kitty / Pluto’s Kittens                                                          |
|                   | | |
| SERIA DRUGA       | | |
|                   | | |
| 14                | ––– brak tytułu ––– Jaś i Małgosia / Pluto, przynieś gazetę: Statek kosmiczny / Jak nawiedzić dom                    | House Ghosts Hansel and Gretel / Pluto Gets the Paper: Spaceship / How to Haunt a House                          |
|                   | | |
| 15                | ––– brak tytułu ––– Wyprzedaż u Daisy / Pokręcone miasto                                                             | Daisy’s Debut Daisy's Big Sale / Topsy Turvy Town                                                                |
|                   | | |
| 16                | ––– brak tytułu ––– Malarze kolejkowi / Sporty ekstremalne według Goofy’ego / Jak zmywać naczynia                    | Not So Goofy Roller Coaster Painters / Goofy’s Extreme Sports: Wakeboarding / How to Wash Dishes                 |
|                   | | |
| 17                | ––– brak tytułu ––– Jak być kibicem baseballu / Gimnastyka Goofiego                                                  | Salute to Sports How to Be a Baseball Fan / Goofy Gymnastics                                                     |
|                   | | |
| 18                | ––– brak tytułu ––– Miki i Foczka / Sporty ekstremalne według Goofiego / Jak być dżentelmenem                        | King Larry Swings In Mickey and the Seal / Goofy’s Extreme Sports: Paracycling / How to Be a Gentleman           |
|                   | | |
| 19                | ––– brak tytułu ––– Powrót rywala / Miki rusza na ratunek / Romantyczny widok                                        | Everybody Loves Mickey Mickey’s Rival Returns / Mickey to the Rescue: Train Tracks / Donald’s Failed Fourth      |
|                   | | |
| 20                | ––– brak tytułu ––– Nowe auto Mikiego / Myjnia                                                                       | Max’s New Car Mickey’s New Car / Car Washers                                                                     |
|                   | | |
| 21                | ––– brak tytułu ––– Czarodziejska czkawka / Wybuchowy Donald: Kręgielnia / Niańki                                    | House of Magic Presto Pluto / Donald’s Dynamite: Bowling / Babysitters                                           |
|                   | | |
| 22                | ––– brak tytułu ––– Jak być kelnerem / Maestro Minnie: Brahms – Taniec węgierski / Uroczysta kolacja                 | Goofy for a Day How to Be a Waiter / Maestro Minnie: Hungarian Rhapsody No. 6 / Donald’s Dinner Date             |
|                   | | |
| 23                | ––– brak tytułu ––– Narzeczona z wyższych sfer / Jak jeździć na rowerze                                              | Max’s Embarrassing Date Pluto’s Penthouse Sweet / How to Ride a Bicycle                                          |
|                   | | |
| 24                | ––– brak tytułu ––– Do kogo ta poczta? / Maestro Minnie: Lot trzmiela / Nieproszony gość                             | The Mouse Who Came to Dinner Mickey’s Mix-Up / Maestro Minnie: Flight of the Bumble Bee / Donald’s Grizzly Guest |
|                   | | |
| 25                | ––– brak tytułu –––                                                                                                  | Clarabelle’s Big Secret How to Be a Spy / Double Date Donald                                                     |
|                   | | |
| 26                | ––– brak tytułu ––– Miki w szponach hazardu / Jaskinia geniusu von Drake’a: Odtwarzacz czasu / Ochroniarze           | Pete’s One-Man Show Pinball Mickey / Von Drake’s House of Genius: Time Reverser / Housesitters                   |
|                   | | |
| SERIA TRZECIA     | | |
|                   | | |
| 27                | ––– brak tytułu ––– W 80 dni dookoła świata / Wybuchowy Donald: Wędkowanie                                           | Mickey and Minnie’s Big Vacation Around the World in 80 Days / Donald’s Dynamite: Fishing                        |
|                   | | |
| 28                | ––– brak tytułu ––– Pluto i stróż / Ptasi móżdżek                                                                    | Donald and the Aracuan Bird Pluto vs. the Watchdog / Bird Brained Donald                                         |
|                   | | |
| 29                | ––– brak tytułu ––– Miki i zaginione kolory / Donald ratownikiem                                                     | Where’s Minnie? Mickey and the Color Caper / Donald’s Pool                                                       |
|                   | | |
| 30                | ––– brak tytułu ––– Jak pielęgnować ogródek / Śluzarze                                                               | Super Goof How to Take Care of Your Yard / Locksmith                                                             |
|                   | | |
| 31                | ––– brak tytułu ––– Fioletowy kanapowiec / Wizyta u Minnie / Maestro Minnie: Wilhelm Tell – Uwertura                 | Ladies’ Night Purple Pluto / Daisy Bothers Minnie / Maestro Minnie: William Tell Overture                        |
|                   | | |
| 32                | ––– brak tytułu ––– Na tropie Kleksa / Jaskinia geniuszu von Drake’a: Dzyńdzofon                                     | House of Crime Mickey Foils the Phantom Blot / Von Drake’s House of Genius: Teledinger                           |
|                   | | |
| 33                | ––– brak tytułu ––– Futuromania / Mechaniczny dom                                                                    | House of Genius Future Mania / Mickey’s Mechanical House                                                         |
|                   | | |
| 34                | ––– brak tytułu ––– Huczne przyjęcie / Miki i kozioł                                                                 | Dennis the Duck The Whoopee Party / Mickey and the Goat Man                                                      |
|                   | | |
| 35                | ––– brak tytułu ––– Lekcja muzyki / Taniec Goofich / Maestro Minnie: Kołysanka Brahmsa                               | Mickey and the Cultuture Clash Mickey’s Piano Lesson / Dance of the Goofys / Maestro Minnie: Brahms' Lullabye    |
|                   | | |
| 36                | ––– brak tytułu ––– Producenci kanapek / Miki próbuje gotować / Pluto, przynieś gazetę: Guma do żucia                | Goofy’s Menu Magic Sandwich Makers / Mickey Tries to Cook / Pluto Gets the Paper: Bubble Gum                     |
|                   | | |
| 37                | ––– brak tytułu ––– Jak zostać gwiazdą rocka / Sporty ekstremalne według Goofiego: Rolki wyczynowe / Kosmiczny odlot | Music Day How to Be a Rock Star / Goofy’s Extreme Sports: Skating the Half Pipe / Donald’s Rocket Ruckus         |
|                   | | |
| 38                | ––– brak tytułu ––– Sen nocy letniej / Jaskinia geniuszu Von Drake’a: Automatyczny rozmnażacz pieniędzy              | House of Scrooge A Midsummer Night’s Dream / Von Drake’s House of Genius: Money Increaser                        |
|                   | | |
| 39                | ––– brak tytułu ––– Nietypowa niespodzianka / Miki i Mewa                                                            | Donald Wants to Fly Mickey’s Airplane Kit / Mickey and the Seagull                                               |
|                   | | |
| 40                | ––– brak tytułu ––– Zlecenia na telefon / Jaskinia geniuszu von Drake’a: Laserowa kosiarka / komputer.don            | Dining Goofy Answering Service / Von Drake’s House of Genius: Remote Controlled Laser Lawnmower / computer.don   |
|                   | | |
| 41                | ––– brak tytułu ––– Na kempingu / Donald z ulicy strachów                                                            | Halloween with Hades How to Camp / Donald’s Halloween Scare                                                      |
|                   | | |
| 42                | ––– brak tytułu ––– Wilk Niebardzozły / Wybuchowy Donald: Wieczór w operze / Dawcy organów                           | Pete’s House of Villians Li'l Bad Wolf / Donald’s Dynamite: Opera Box / Organ Donors                             |
|                   | | |
| 43                | ––– brak tytułu ––– Słodkie maleństwo / Kaczor domowy                                                                | Mickey vs. Shelby Donald’s Shell Shots / Domesticated Donald                                                     |
|                   | | |
| 44                | ––– brak tytułu ––– Na drzewie / Sporty ekstremalne według Goofiego: Wspinaczka / Wiewiórki i panna                  | Chip and Dale Up a Tree / Goofy’s Extreme Sports: Rock Climbing / Two Chips and a Miss                           |
|                   | | |
| 45                | ––– brak tytułu ––– Wytrawny ratownik / Latarnia morska                                                              | Suddenly Hades Donald’s Pool / Donald’s Lighthouse                                                               |
|                   | | |
| 46                | ––– brak tytułu ––– Nie dla misia balia / Czyścioch                                                                  | Humphrey in the House Hot Tub Humphrey / Beezy Bear                                                              |
|                   | | |
| 47                | ––– brak tytułu ––– Donald na lodzie / Świąteczny kryzys                                                             | Clarabelle’s Christmas List Donald on Ice / Mickey’s Christmas Crisis                                            |
|                   | | |
| 48                | ––– brak tytułu ––– Zmyślny prysznic / Kuracja uspokajająca von Drake’a                                              | Ask von Drake Hydrosquirter / Relaxing with Von Drake                                                            |
|                   | | |
| 49                | ––– brak tytułu ––– Uciekinier / Wielki orzech do zgryzienia / Pluto, przynieś gazetę: Sprzątacz ulic                | Pluto vs. Figaro Pluto Runs Away / Donald and the Big Nut / Pluto Gets the Paper: Street Cleaner                 |
|                   | | |
| 50                | ––– brak tytułu ––– Nieoczekiwana zmiana paczek / Sposób na siostrzeńców / Wybuchowy Donald: Bałwan                  | Snow Day Pluto’s Seal Deal / Mickey’s Remedy / Donald’s Dynamite: Snowman                                        |
|                   | | |
| 51                | ––– brak tytułu ––– Łowcy indyków / Jak mus to mus                                                                   | House of Turkey Turkey Catchers / Mickey’s Mixed Nuts                                                            |
|                   | | |
| 52                | ––– brak tytułu ––– Dziadek do orzechów / Wybuchowy Donald: Bałwan                                                   | Pete’s Christmas Caper The Nutcracker / Donald’s Dynamite: Snowman                                               |
|                   | | |
| ODCINKI SPECJALNE | | |
|                   | | |
| S1                | Magiczna gwiazdka Mikiego: Zasypani w Café Myszka                                                                    | Mickey’s Magical Christmas: Snowed in at the House of Mouse                                                      |
|                   | | |
| S2                | Café Myszka – Café Szwarc                                                                                            | Mickey’s House of Villains                                                                                       |
|                   | | |